# Ante Trumbić
Ante Trumbić (Split, 17 de maio de 1864 – Zagreb, 17 de novembro de 1938) foi um advogado e político iugoslavo e croata do início do século XX.

## Biografia
Trumbić nasceu em Split, na coroa austríaca da Dalmácia, e estudou direito em Zagreb, Viena e Graz (com doutorado em 1890). Exerceu a profissão de advogado e, a partir de 1905, o cargo de prefeito da cidade de Split. Trumbić era a favor de reformas moderadas nas províncias eslavas austro-húngaras. Isso incluiu a unificação da Dalmácia com a Croácia-Eslavônia exigida pela Resolução de Rijeka, que Trumbić ajudou a redigir. 
Após o assassinato em Sarajevo do arquiduque Francisco Ferdinando e a invasão da Sérvia pela Áustria-Hungria, Trumbić tornou-se o proeminente líder nacionalista iugoslavo durante a Primeira Guerra Mundial e liderou o Comitê Iugoslavo que pressionou os Aliados para apoiar a criação de uma Iugoslávia independente.  Trumbić negociou com o primeiro-ministro sérvio Nikola Pašić para que o Reino da Sérvia apoiasse a criação de um estado iugoslavo, que foi entregue na Declaração de Corfu em 20 de julho de 1917, que defendia a criação de um estado unido de sérvios, croatas e eslovenos que seria liderado pela Casa Sérvia de Karađorđević.  Trumbić liderou a delegação do Comitê Iugoslavo na conferência de 1918 que produziu a Declaração de Genebra. 
Em 1918, tornou-se ministro das Relações Exteriores no primeiro governo do Reino dos Sérvios, Croatas e Eslovenos. Na conferência de Versalhes após a Primeira Guerra Mundial, Trumbić teve que representar as preocupações iugoslavas face às ambições territoriais italianas na Dalmácia (estabelecidas temporariamente em 1920, mas levantadas novamente com Benito Mussolini). 

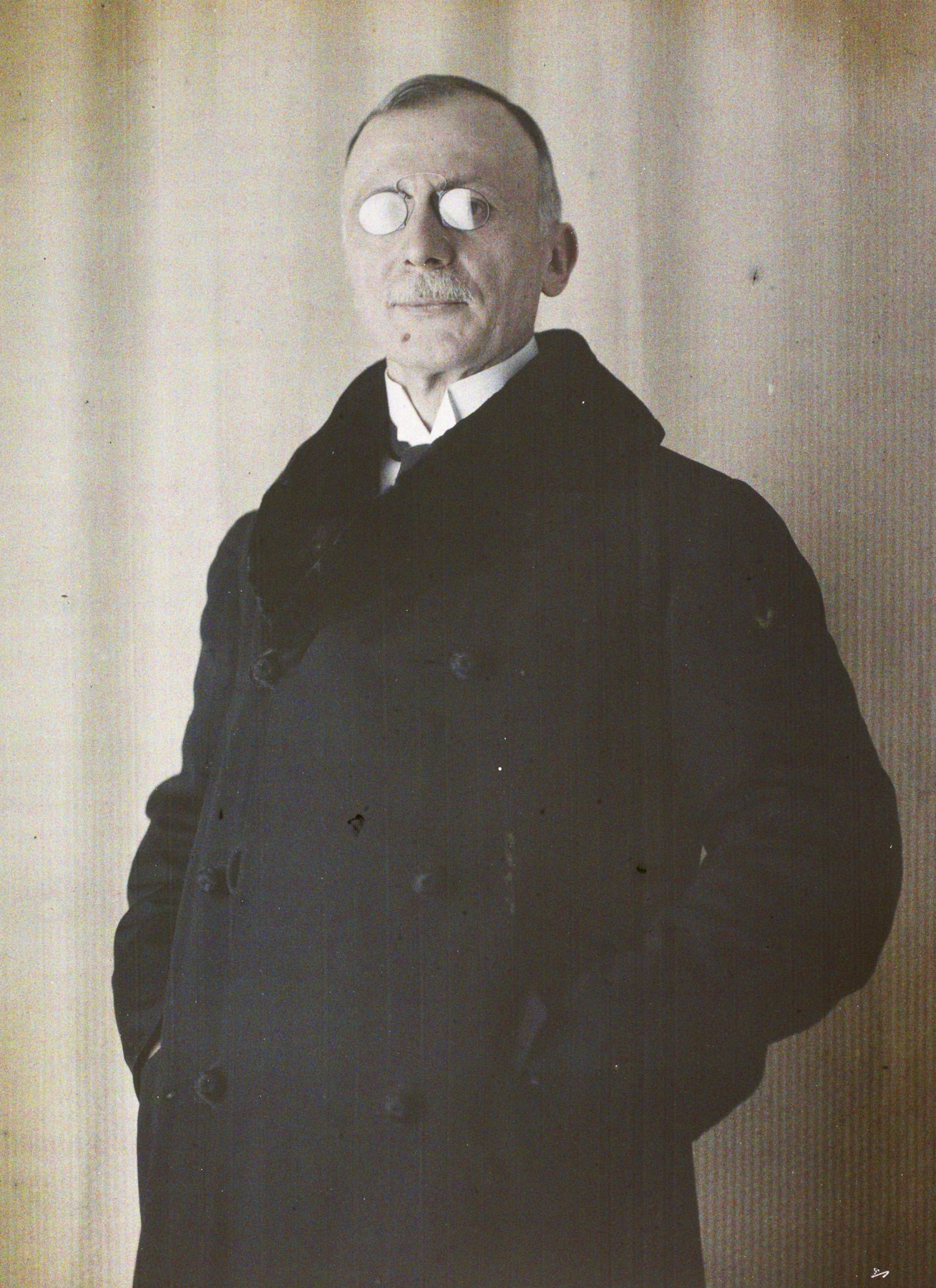
Autocromo de Auguste Léon, 1919

Apesar de seu apoio a uma Iugoslávia unida, Trumbić se opôs à constituição de 1921 por acreditar que ela era muito centralizada e permitia a hegemonia sérvia sobre a Iugoslávia.  Trumbić foi um dos 35 representantes que votaram contra a constituição em meio a um amplo boicote à Assembleia Nacional por parte dos partidos da oposição.  Trumbić ficou cada vez mais desiludido com o governo iugoslavo ao longo do tempo, que ele considerava dominado pelos sérvios.  Foi eleito pela última vez nas eleições de 1927 na lista do Bloco Croata que representa Zagreb juntamente com Ante Pavelić (1869–1938).
Em 1929, alegando pôr fim às disputas em curso entre os representantes sérvios e croatas dentro do reino, o rei Alexandre da Iugoslávia encenou um golpe de estado e baniu todos os partidos políticos, e removeu as nacionalidades individuais sérvia e croata. Ele rebatizou a terra como Iugoslávia e revogou a constituição para estabelecer uma ditadura real. Trumbić já estava aposentado em Zagreb. A divisão da Croácia-Eslavônia e da Dalmácia pelo rei Alexandre em oblasts e depois em banovinas, contrariou todas as reformas anteriores que Trumbić havia buscado. Numa entrevista de setembro de 1932 ao The Manchester Guardian, Trumbić questionou se a Croácia deveria separar-se do Reino da Jugoslávia e prosseguir uma união com a Áustria.  Em novembro de 1932, Trumbić editou os Pontos de Zagreb, uma série de exigências apresentadas pela coalizão Camponesa-Democrática para combater a hegemonia sérvia. 
Com a prisão do líder do Partido Camponês Croata, Vladko Maček, em abril de 1933, Trumbić e Josip Predavec tornaram-se os chefes interinos do partido.  Com o assassinato de Predavec em 14 de julho, Trumbić era essencialmente o chefe do partido na ausência de Maček.
De acordo com Henri Pozzi, Trumbić mais tarde lamentou o fim da Áustria-Hungria,  já que o estado eslavo do sul que ele ajudou a criar revelou-se incapaz de realizar as reformas pretendidas.